# Diocese de Zacatecas
A Diocese de Zacatecas (em latim: Dioecesis Zacatecensis) é uma diocese da Igreja Católica localizada no município de Zacatecas, no estado de Zacatecas, pertencente a Arquidiocese de San Luis Potosí no México. Foi fundada em 26 de janeiro de 1863 pelo Papa Pio IX. Com uma população católica de 1.509.000 habitantes, sendo 92,3% da população total, possui 112 paróquias com dados de 2021.

## História
Em 26 de janeiro de 1863 o Papa Pio IX cria a Diocese de Zacatecas através do território da Arquidiocese de Guadalajara. Em 1954 a Diocese de Zacatecas e a Diocese de Aguascalientes tem seus territórios ampliado. Em 1962 a Diocese de Zacatecas juntamente com a Arquidiocese de Durango e a Diocese de Colima perdem território para a formação da Prelazia Territorial de Jesús María del Nayar. Em 2006 a Diocese de Zacatecas tem sua província eclesiástica alterada, passando de Guadalajara para San Luis Potosí.

## Lista de bispos
A seguir uma lista de bispos desde a criação da diocese em 1863.
|                               | Nome                                   | Período             | Notas                                      |
| Bispos de Zacatecas           | Bispos de Zacatecas                    | Bispos de Zacatecas | Bispos de Zacatecas                        |
| ----------------------------- | -------------------------------------- | ------------------- | ------------------------------------------ |
| 15º                           | Sigifredo Noriega Barceló              | 2012 - atual        |                                            |
| 14º                           | Carlos Cabrero Romero                  | 2008 - 2012         | Nomeado arcebispo de San Luis Potosí       |
| 13º                           | Fernando Mario Chávez Ruvalcaba        | 1999 - 2008         |                                            |
| 12º                           | Javier Lozano Barragán                 | 1984 - 1996         |                                            |
| 11º                           | Rafael Muñoz Nuñez                     | 1972 - 1984         | Nomeado bispo de Aguascalientes            |
| 10º                           | José Pablo Rovalo Azcué, S.M           | 1970 - 1972         |                                            |
| 9º                            | Adalberto Almeida y Merino             | 1962 - 1969         | Nomeado arcebispo de Chihuahua             |
| 8º                            | Antonio López Aviña                    | 1955 - 1961         | Nomeado arcebispo de Durango               |
| 7º                            | Francisco Javier Nuño y Guerrero       | 1951 - 1954         | Nomeado arcebispo coadjutor de Guadalajara |
| 6º                            | Ignacio Placencia y Moreira            | 1922 - 1951         | Faleceu no cargo                           |
| 5º                            | Miguel María de la Mora y Mora         | 1911 - 1922         | Nomeado bispo de San Luis Potosí           |
| 4º                            | José Guadalupe Alba y Franco, O.F.M.   | 1899 - 1910         | Faleceu no cargo                           |
| 3º                            | Buenaventura Portillo y Tejeda, O.F.M. | 1888 - 1899         | Faleceu no cargo                           |
| 2º                            | José Maríe del Refugio Guerra y Alva   | 1872 - 1888         | Nomeado bispo de Puebla–Tlaxcala           |
| 1º                            | Ignacio Mateo Guerra y Alba            | 1864 - 1871         | Faleceu no cargo                           |
| Bispos coadjutor de Zacatecas |                                        |                     |                                            |
| 1º                            | Francisco Javier Nuño y Guerrero       | 1951                | Nomeado bispo dessa diocese                |